# Big Beaver Pond
De Big Beaver Pond is een meer van 7,0 km² in de Canadese provincie Newfoundland en Labrador. Het meer bevindt zich in het uiterste oosten van de regio Labrador.

## Geografie

### Uitzicht
De Big Beaver Pond is een relatief groot meer in de oostelijke kustregio van het schiereiland Labrador. Het meer heeft met een lengte van 7,5 km en een gemiddelde breedte van 1 km een uitgesproken langwerpige vorm. In het oosten bevindt zich een groot eiland (0,27 km²).
In het uiterste zuidwesten wordt het meer aangevuld door White Hills Brook, een klein riviertje dat de White Hills Pond afwatert. De Big Beaver Pond wordt in het oosten zelf afgewaterd door de Northwest Tributary, een rivier die naar de Little Beaver Pond stroomt.

### Ligging
De Table Bay, een baai van de Atlantische Oceaan, ligt zo'n 6,5 km naar het noordoosten toe. Het eveneens Table Bay genoemde spookdorp ligt ruim 10 km naar het noorden toe. De dichtstbij gelegen bewoonde plaats is de gemeente Cartwright die 23 km naar het noordwesten toe ligt.